# Naturbahnrodel-Juniorenweltmeisterschaft 2016
Die 10. FIL-Naturbahnrodel-Juniorenweltmeisterschaft fand vom 13. bis 14. Februar 2016 auf der Naturrodelbahn  in Latsch in  (Italien) statt. Nach den Trainingsläufen und der Eröffnungsfeier am Freitag fielen am Samstag und Sonntag die Entscheidungen im Doppelsitzer und in den Einsitzerwettbewerben. Juniorenweltmeister im Einsitzer wurden Fabian Achenrainer (AUT) und Michelle Diepold (AUT), der Titel im Doppelsitzer ging an die Russen Andrei Shcheglov und Nikita Tarassow.

## Einsitzer Herren
| Platz | Name                | Zeit        |
| ----- | ------------------- | ----------- |
| 01    | Fabian Achenrainer  | 3:14,16 min |
| 02    | Jack Leslie         | + 0,11 s    |
| 03    | Lukas Gasser        | + 0,28 s    |
| 04    | Thomas Unterholzner | + 0,61 s    |
| 05    | Jakov Bukin         | + 1,80 s    |
| 06    | Thomas Hörburger    | + 2,20 s    |
| 07    | Philip Haselrieder  | + 2,96 s    |
| 08    | Laurin Kompatscher  | + 5,13 s    |
| 09    | Florian Haselrieder | + 6,09 s    |
| 10    | Nikolai Shulgin     | + 8,51 s    |

## Einsitzer Damen
| Platz | Name                 | Zeit        |
| ----- | -------------------- | ----------- |
| 01    | Michelle Diepold     | 3:13,74 min |
| 02    | Theresa Maurer       | + 00,80 s   |
| 03    | Alexandra Pfattner   | + 02,22 s   |
| 04    | Ljubow Starikowa     | + 02,71 s   |
| 05    | Maria Auer           | + 05,96 s   |
| 06    | Italien              | + 6,37 s    |
| 07    | Christa Unterholzner | + 6,65 s    |
| 08    | Lisa Walch           | + 7,16 s    |
| 09    | Anastasiya Slyusar   | + 14,68 s   |
| 10    | Anastasia Bagnetova  | + 15,40 s   |

## Doppelsitzer
| Platz | Name                                 | Zeit        |
| ----- | ------------------------------------ | ----------- |
| 1     | Andrei Shcheglov – Nikita Tarassow   | 2:22,42 min |
| 2     | Andryi Demchuk – Miroslav Lenko      | + 3,23 s    |
| 3     | Kirill Kravchuk – Aleksandr Zyrianov | + 5,69 s    |
| 4     | Muhammet Dellalbasi – Muhammet Ozcan | + 8,98 s    |
| 5     | Iliev Veselin – Yordan Dimitrov      | + 12,77 s   |
| 6     | Kacper Pietrazko – Patryk Budny      | + 40,46 s   |
| 7     | Manuel Gaio – Nicolo Debertolis      | DNF         |

| Platz | Land        | Gold | Silber | Bronze | Gesamt |
| ----- | ----------- | ---- | ------ | ------ | ------ |
| 1.    | Österreich  | 2    |        | —      | 2      |
| 2.    | Russland    | 1    | —      | 1      | 2      |
| 3.    | Italien     | —    | —      | 2      | 2      |
| 4.    | Ukraine     | —    | 1      | —      | 1      |
| 4.    | Deutschland | —    | 1      | —      | 1      |
| 4.    | Neuseeland  | —    | 1      | —      | 1      |